# Scodionista amoritaria
Scodionista amoritaria là một loài bướm đêm trong họ Geometridae.